# 포르리오테 전투
포르리오테 전투는 1942년 11월 8일에 프랑스령 모로코 포르리오테(Port Lyautey, 현재의 케니트라)에서 벌어진 제2차 세계 대전의 횃불 작전의 전투이다. 이 전투는 비시 프랑스군이 장악하고 있던 북아프리카에 연합국 군대를 상륙하기 위한 작전으로 기획되었다. 미국을 중심으로 한 연합국 군대가 항구를 장악하면서 연합국의 승리로 끝났다.

## 같이 보기
- 케니트라
- 횃불 작전
- 드와이트 D. 아이젠하워